# Calea ferată Püspökladány–Oradea
Calea ferată Püspökladány–Oradea este o cale ferată principală în Ungaria și România. Ea traversează estul Câmpiei Panonice. Este electrificată până la granița Ungaria - România.

## Istoric
Această cale ferată a fost construită odată cu apariția primelor rețele de căi ferate pe teritoriul Ungariei (din cadrul 
monarhiei habsburgice). Construirea traseului Püspökladány–Oradea s-a făcut după un plan de dezvoltare a rețelei de căi ferate din estul Câmpiei Panonice, ea urmând după punerea în funcțiune a căii ferate de la Budapesta la Szolnok (în 1847) și a celei de la Szolnok la Debrecen (în 1857).
La 10 noiembrie 1856 guvernul austro-ungar a concesionat, începând cu 1 ianuarie 1857, companiei Căile Ferate ale Tisei (în germană Theißbahn-Gesellschaft și în maghiară Tiszavidéki vasút) – o companie feroviară privată – construcția și exploatarea acestei căi ferate și a altora pe o perioadă de 90 ani.
Construcția traseului a început din localitatea Püspökladány de pe linia Szolnok-Debrecen. Pe acest traseu au fost realizate 14 poduri. La 22 aprilie 1858 traseul a fost pus în funcțiune.
La început, calea ferată a fost exploatată de compania Căile Ferate ale Tisei. După Compromisul austro-ungar din 1867 o parte din acțiunile societății au fost preluat de statul ungar; în 1880 a urmat naționalizarea completă și transferul către compania feroviară ungară de stat MÁV.
După sfârșitul primului război mondial și recunoașterea Unirii Transilvaniei cu România prin Tratatul de la Trianon, partea de est a traseului a ajuns pe teritoriul României și a fost preluată de compania feroviară română de stat CFR. Gările din Biharkeresztes și Episcopia Bihor (astăzi cartier al orașului Oradea) au ajuns stații de frontieră. Între anii 1940 și 1944, ca urmare a Dictatului de la Viena, întregul traseu s-a aflat din nou pe teritoriul Ungariei. După eliberarea nordului Transilvaniei de către Armata Română în toamna anului 1944, granița româno-maghiară antebelică a fost restabilită.

## Situație actuală
Calea ferată Püspökladány–Oradea are o singură linie și este electrificată doar până la granița Ungaria - România. Ea constituie una dintre cele mai importante legături feroviare între Ungaria și România. Pe acest traseu circulă zilnic mai multe trenuri internaționale. Această cale ferată este importantă și pentru transportul de mărfuri între România și țările din Europa Centrală de Vest. Planificata modernizare și electrificare a acestui traseu pe tronsonul Frontieră - Episcopia Bihor - Oradea - Baciu Triaj va fi înfăptuită în următorii ani cu finanțare prin PNRR. 

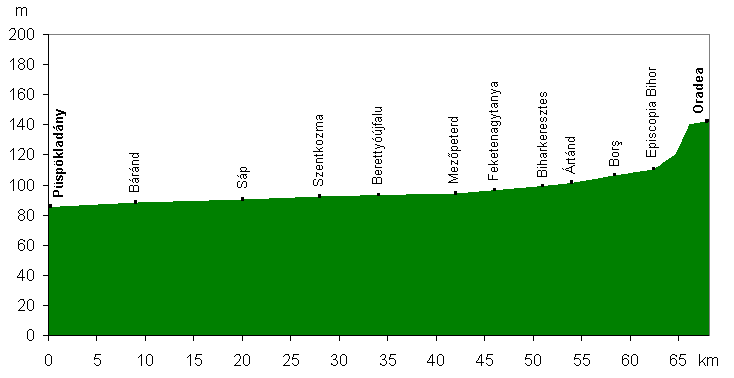
Profilul la înălțime al căii ferate